# Perth Amboy
Perth Amboy è un comune degli Stati Uniti d'America, nella Contea di Middlesex, nello Stato del New Jersey. Come da censimento del 2010 degli USA, la città conta 50 814 abitanti.
La città ha dato i natali a Richie Sambora e Jon Bon Jovi, rispettivamente chitarrista e leader della band Bon Jovi.